# Riserva naturale Ponte a Buriano e Penna
La riserva naturale Ponte a Buriano e Penna è un'area naturale protetta della regione Toscana nella provincia di Arezzo istituita nel 1995 e occupa una superficie di 668,00 ettari.
La riserva prende il nome dall'diga della Penna, bacino artificiale sull'Arno e dalla località nel comune di Arezzo detta Ponte Buriano, di cui è da notare il caratteristico ponte romanico ai margini della riserva. La riserva è occupata in parte delle gole scavate dal fiume e in parte dall'area in cui il fiume si allarga in corrispondenza dell'invaso creato dalla diga.

## Storia
(consigliato) Come è nato e come si è sviluppato il parco; eventuali provvedimenti e leggi attuative

## Comuni
(facoltativo) Elenco dei comuni compresi nel parco

```
-->
```